# Gearhart
Gearhart és una població dels Estats Units a l'estat d'Oregon. Segons el cens del 2007 tenia 1.185 habitants.

## Demografia
Segons el cens del 2000, Gearhart tenia 995 habitants, 450 habitatges, i 282 famílies. La densitat de població era de 309,8 habitants per km².
Dels 450 habitatges en un 22,7% hi vivien nens de menys de 18 anys, en un 52,9% hi vivien parelles casades, en un 6,4% dones solteres, i en un 37,3% no eren unitats familiars. En el 32,4% dels habitatges hi vivien persones soles el 12,2% de les quals corresponia a persones de 65 anys o més que vivien soles. El nombre mitjà de persones vivint en cada habitatge era de 2,21 i el nombre mitjà de persones que vivien en cada família era de 2,76.
Per edats la població es repartia de la següent manera: un 19,9% tenia menys de 18 anys, un 4,5% entre 18 i 24, un 21,3% entre 25 i 44, un 35,6% de 45 a 60 i un 18,7% 65 anys o més.
L'edat mediana era de 47 anys. Per cada 100 dones de 18 o més anys hi havia 93,4 homes.
La renda mediana per habitatge era de 43.047$ i la renda mediana per família de 49.583$. Els homes tenien una renda mediana de 32.500$ mentre que les dones 23.636$. La renda per capita de la població era de 25.224$. Aproximadament el 4,7% de les famílies i el 6,4% de la població estaven per davall del llindar de pobresa.

## Poblacions més properes
El següent diagrama mostra les poblacions més properes.